# Kamniška ulica (Maribor)
Kamniška ulica (deutsch: Gamser Gasse) ist der Name einer Straße in Maribor (Slowenien) im Stadtbezirk Koroška Vrata. 

## Geschichte
Im Jahr 1899 – und erneut von 1941 bis 1945 während der deutschen Besatzung – erhielt die Straße, die von der Marburger Kärntner-Vorstadt zum westlich gelegenen Dorf Gams (slowenisch Kamnica) führte, den Namen Gamser Straße (slowenisch: Kamniška cesta). Ab 1919 wurde die slowenische Bezeichnung verwandt und 1938 der Name in Kamniška ulica (Gamser Gasse) geändert.

## Lage
Die Straße beginnt an der südwestlichen Ecke des Stadtparks, Kreuzung Trubarjeva ulica und Pri parku (Fußweg). Sie verläuft am Fuße des Kalvarienberges nach Westen bis zur Einmündung in die Vrbanska cesta an deren Kreuzung mit der Njegoševa ulica. 

## Abzweigende Straßen
Die Kamniška ulica berührt folgende Straßen (von Osten nach Westen): Strossmeyerjeva ulica, Černičeva ulica, Vilharjeva ulica, Kajuhova ulica, Sernčeva ulica, Kosarjeva ulica, Sadjarska ulica, Kmetijska ulica.